# 电压表
电压表，又称伏特计，常用于电磁学中测量电压的大小，单位通常为伏特。电压表一般以並聯的方式連結至所需量度電壓的電路元件之中。电压表的電阻一般很大，以避免使被量度的電壓改變。

## 原理
电压表是由檢流計和一個具有極大電阻的電阻器串聯而成，這一组在和待測的电路元件並聯，所以电压表的電阻很大，在並聯的電路上，由欧姆定律可以知道电流和电阻成反比，所以通過电压表的電流很小檢流計不會燒壞，顯示的電壓是由比例得到的，並不是實際的電流。

## 構造
电压表測量電壓與電路並聯使用，指針偏轉方向就是電流的方向。电压表的電阻在設計上較大，所以在检测过程中电压表内部的检流计几乎沒有電流通過。

## 參看
- 电流表
- 歐姆定律
- 電磁學
- 電流
- 電壓
- 電阻